# Chlorocichla laetissima
Chlorocichla laetissima е вид птица от семейство Pycnonotidae.

## Разпространение
Видът е разпространен в Демократична република Конго, Кения, Южен Судан, Судан, Танзания, Уганда и Замбия.